# Aljamain Sterling
Aljamain Antoine Sterling (født 31. juli 1989 i Uniondale i New York i USA) er en jamaicansk-amerikansk MMA-udøver. Han har været professionel siden 2011 og skabte sig et navn i Cage Fury Fighting Championships, hvor han vandt og forsvarede Bantamweight-titlen. Han er på kontrakt med UFC og kæmper i dets bantamweight division. Aljamain er den nuværende UFC Bantamweight-mester og den første, der har vundet mesterskabet via diskvalifikation og mens han var bagud på dommernes scorekort.

## Baggrund
Sterling blev født i 1989 i Uniondale i New York af jamaicanske forældre, Cleveland og Sophie Sterling. Han voksede op med syv helsøskende og mindst 12 halvsøskende. For at holde sig væk fra det fremherskende bandeliv, hvor nogle af hans brødre sluttede sig til, begyndte Sterling at bryde på Uniondale High School i 2004.
Han fik tilnavnet "The Funk Master" fra sin uortodokse brydestil.

## MMA-karriere
Mens han studerede i Cortland, blev Sterling inviteret af Jon Jones til at prøve MMA i hans datters gymnastiksal, The BombSquad i Ithaca, New York. Sterling forlod The BombSquad et par kampe i ind i hans professionelle karriere og begyndte at træne i Serra-Longo Fight Team.

### Ultimate Fighting Championship

#### 2014
Sterling var planlagt til at gøre sin UFC-debut på UFC 170 mod Lucas Martins, og erstattede en skadet Bryan Caraway. Men Martins blev til sidst også skadet og erstattet af UFC-nykommeren Cody Gibson. Sterling vandt kampen via enstemmig afgørelse.
Sterling fik sin anden UFC-optræden den 16. juli 2014 på UFC Fight Night 45 mod Hugo Viana. Efter at have kontrolleret størstedelen af kampen landede Sterling en række slag fra mount-positionen, hvilket fik dommeren til at stoppe kampen sent i tredje runde.

#### 2018
Sterling stod over for Brett Johns den 21. april 2018 på UFC Fight Night 128. Han vandt kampen via enstemmig afgørelse.
Sterling stod over for Cody Stamann den 8. september 2018 på UFC 228. Han vandt kampen via submission i anden runde.

#### 2019
Sterling mødte Jimmie Rivera den 17. februar 2019 på UFC på ESPN 1. Han vandt kampen via enstemmig afgørelse.
Sterling stod overfor Pedro Munhoz den 8. juni 2019 på UFC 238. Han vandt kampen via enstemmig afgørelse.

#### 2020
Sterling stod over for Cory Sandhagen den 6. juni 2020 på UFC 250 i en kamp, som UFC-præsident Dana White bekræftede at være en bantamweight-eliminator.  Han vandt kampen via submission i første runde. Denne sejr gav ham sin første Performance of the Night-bonuspris.

#### 2021
Sterling forventedes at møde Petr Yan om UFC Bantamweight-titlen den 12. december 2020 på UFC 256. Den 22. november blev det imidlertid meddelt, at kampen blev skrottet fra UFC 256-kortet af ukendte årsager og kampen fandt sted den 6. marts 2021 på UFC 259. Sterling vandt kampen via diskvalifikation fra et hensigtsmæssigt forbudt knæ i fjerde runde og blev den nye UFC Bantamweight-mester. Han blev den første kæmper i UFCs historie, der vandt et mesterskab via diskvalifikation og mens han var bagud på dommernes scorekort.

## Mesterskaber og præstationer

### MMA
- Ultimate Fighting Championship
  - UFC Bantamweight -mester (1 gang, nuværende)
  - Performance of the Night (1 gang) vs. Cory Sandhagen[22]

- Cage Fury Fighting Championships
  - CFFC Bantamweight Championship (1 gang)
    - 3 succesfulde titelforsvar
- Ring of Combat
  - ROC Bantamweight Championship (1 gang)

- MMAJunkie.com
  - 2018 Submission of the Year vs. Cody Stamann[27]
  - 2020 June Submission of the Month vs. Cory Sandhagen[28]
- Cageside Press
  - 2020 "Submission of the Year" vs. Cory Sandhagen, tied with Khabib Nurmagomedov and A.J. McKee[29]